# Kostis Palamas
Kostis Palamas (in greco Κωστής Παλαμάς?; Patrasso, 13 gennaio 1859 – Atene, 27 febbraio 1943) è stato un poeta e giornalista greco che scrisse il testo dell'Inno olimpico.

## Biografia

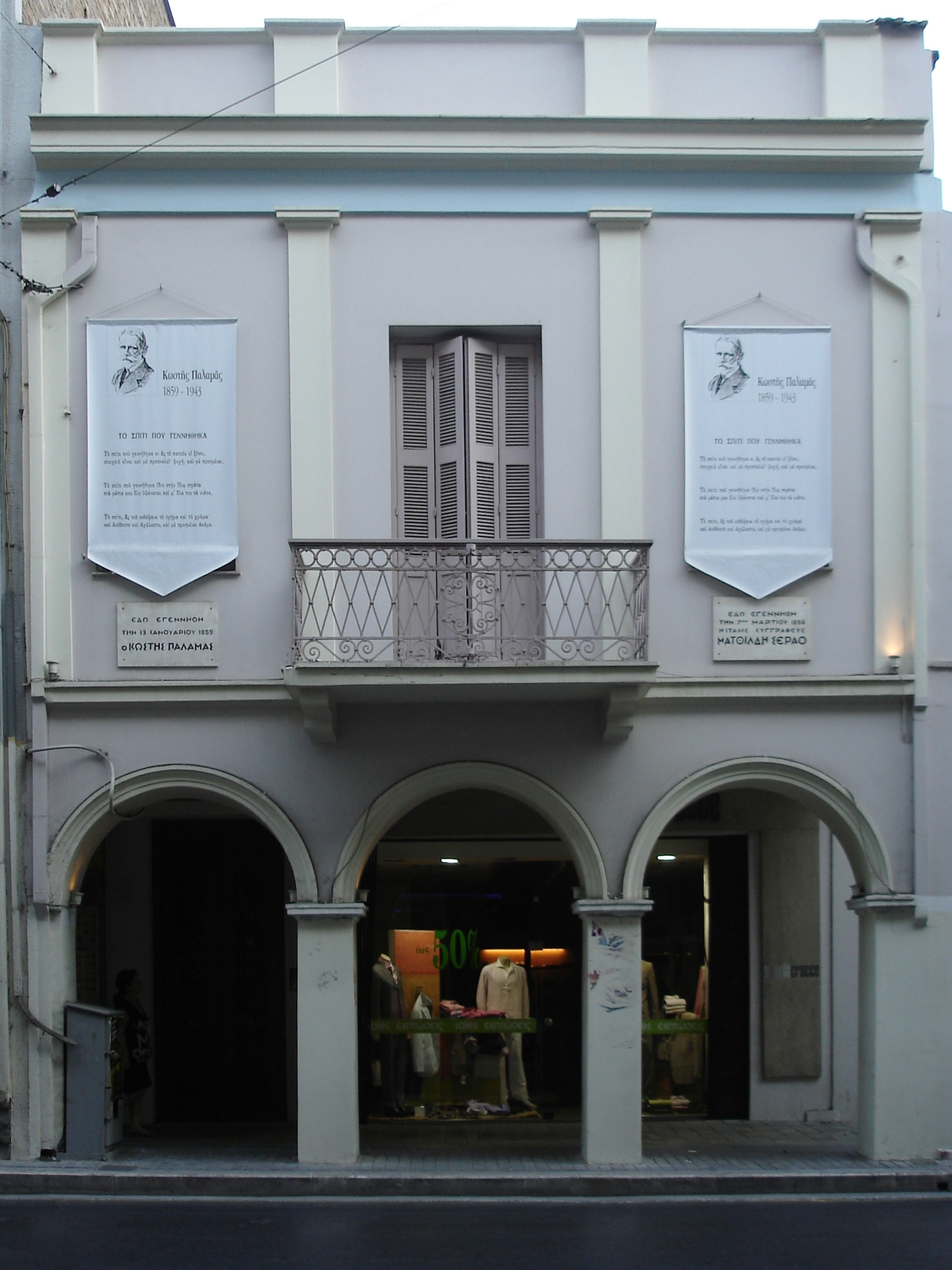
La casa che diede i natali a Kostis Palamas e Matilde Serao, a Patrasso.

Kostis Palamas è considerato una delle figure centrali della letteratura greca moderna. Verso la fine del XIX secolo lavorò come giornalista. Pubblicò la sua prima collezione di versi, "I canti della mia patria", nel 1886. Morì durante l'occupazione tedesca, nella seconda guerra mondiale.
Chiamato informalmente poeta "nazionale" della Grecia, era strettamente associato alla lotta per liberare la Grecia moderna con la lingua "purista" e con il liberalismo politico. Dominò la vita letteraria greca per più di 30 anni e influenzò fortemente l'intera politica del clima intellettuale del suo tempo. Romain Rolland lo considerava il più grande poeta europeo, venne nominato quattordici volte per il Premio Nobel per la letteratura, ma non lo ricevette mai. Il suo poema più importante, "Il dodecalogo dello zingaro" (1907), è un viaggio poetico e filosofico.

## Opere

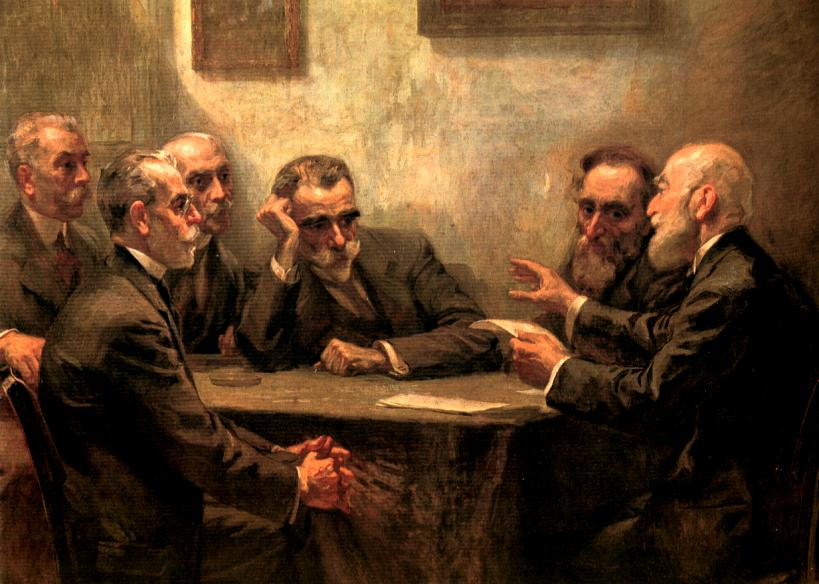
I poeti (1919) di Georgios Roilos. Vengono mostrati vari poeti della generazione del 1880, al centro è Kostis Palamas.

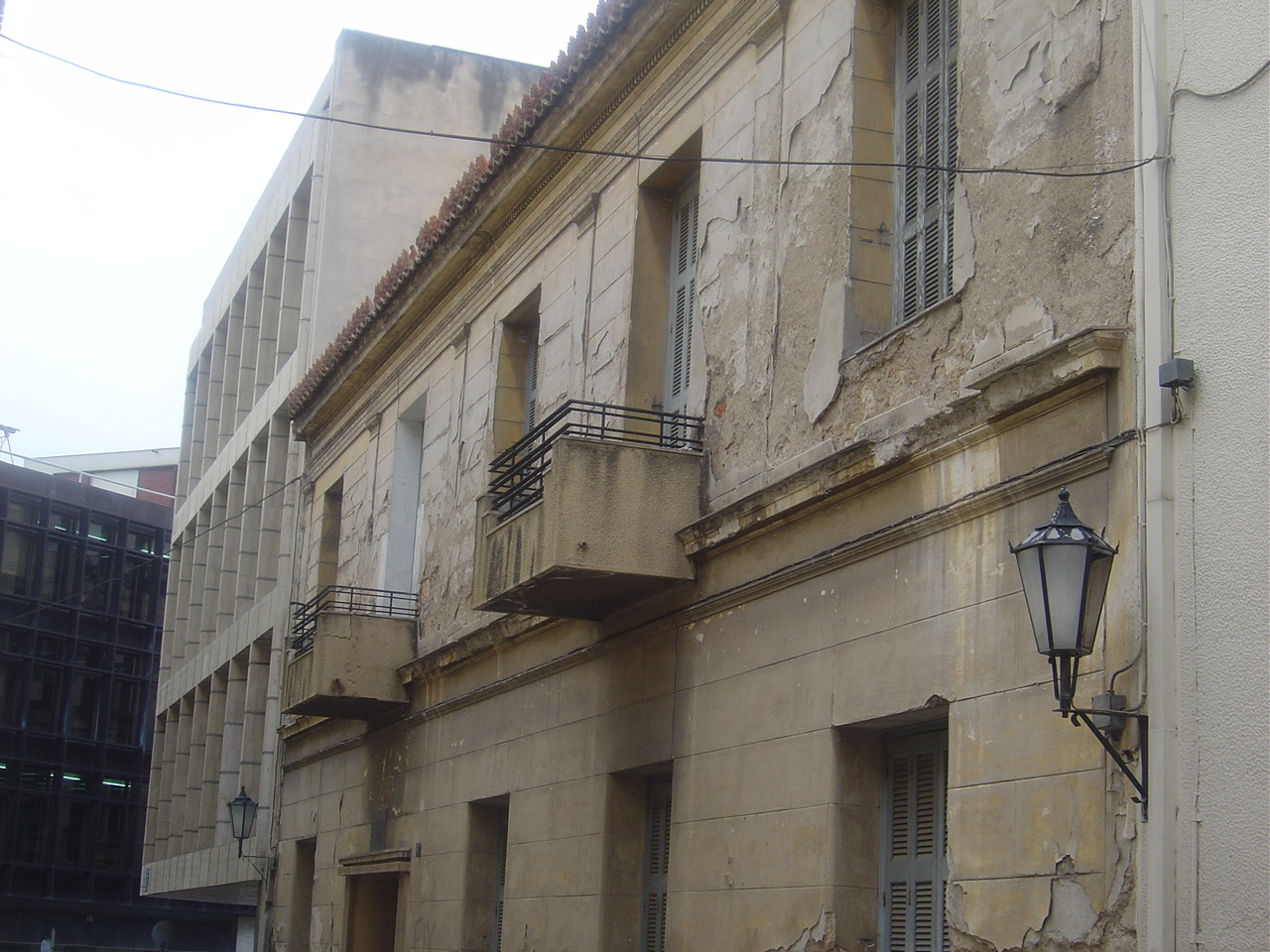
Casa di Palamas a Plaka, Atene.

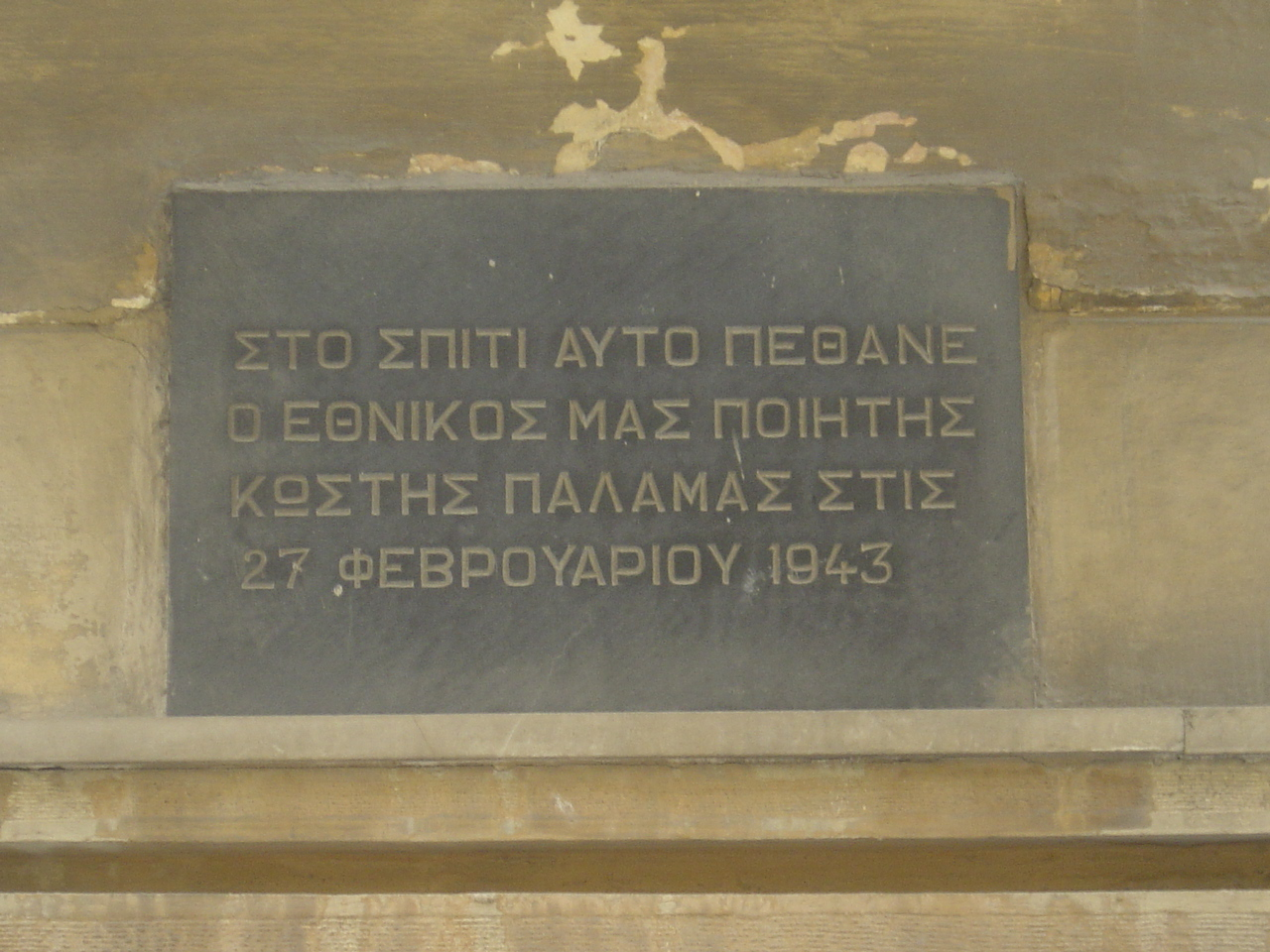
Targa commemorativa all'ingresso della casa di Palamas a Plaka, Atene.

### Inno Olimpico
L'inno olimpico, scritto con le musiche di Spiro Samara, venne suonato per la prima volta durante i Giochi della I Olimpiade. inno che verrà dichiarato ufficiale dal CIO nel 1958 e reintrodotto a partire dall'edizione di Tokyo 1964.

### Raccolte
- I canti della mia patria (1886)
- Inno ad Atena (1889)
- Gli occhi dell'anima (1892)
- Giambi e anapesti (1897)
- Tomba (1898)
- Pensieri dell'Aurora (1900)
- Vita immutabile (1904)
- Il dodecalogo dello zingaro (1907)
- Il flauto del re (1910)
- I rimpianti della laguna (1912)
- Esercizi satirici (1912)
- Altari (1915)
- Versi timidi e crudi (1928)
- Notti di Femio (1935)

### Prosa
- La morte di un giovane (1901)
- Novelle (1920)

### Teatro
- Tre volte nobili (commedia, 1903)